# بين رودس (كاتب)
بين رودس (بالإنجليزية: Ben Rhodes)‏ هو كاتب خطابات وكاتب أمريكي، ولد في 1977 في نيويورك في الولايات المتحدة.

## وصلات خارجية
- بين رودس على موقع IMDb (الإنجليزية)
- بين رودس على موقع ميتاكريتيك (الإنجليزية)
- بين رودس على موقع روتن توميتوز (الإنجليزية)
- بين رودس على موقع قاعدة بيانات الفيلم (الإنجليزية)
- بين رودس على موقع كينوبويسك (الروسية)